# Espins
Espins és un municipi francès situat al departament de Calvados i a la regió de Normandia. L'any 2007 tenia 229 habitants.

## Demografia

### Població
El 2007 la població de fet d'Espins era de 229 persones. Hi havia 88 famílies de les quals 16 eren unipersonals (8 homes vivint sols i 8 dones vivint soles), 28 parelles sense fills, 36 parelles amb fills i 8 famílies monoparentals amb fills.
La població ha evolucionat segons el següent gràfic:
Habitants censats

### Habitatges
El 2007 hi havia 101 habitatges, 88 eren l'habitatge principal de la família, 7 eren segones residències i 6 estaven desocupats. 98 eren cases i 3 eren apartaments. Dels 88 habitatges principals, 76 estaven ocupats pels seus propietaris, 11 estaven llogats i ocupats pels llogaters i 1 estava cedit a títol gratuït; 1 tenia una cambra, 5 en tenien dues, 12 en tenien tres, 18 en tenien quatre i 52 en tenien cinc o més. 74 habitatges disposaven pel capbaix d'una plaça de pàrquing. A 32 habitatges hi havia un automòbil i a 53 n'hi havia dos o més.

### Piràmide de població
La piràmide de població per edats i sexe el 2009 era:
| Homes | Edats   | Dones |
| ----- | ------- | ----- |
| 0     | 95 o +  | 0     |
| 0     | 90 a 94 | 0     |
| 4     | 85 a 89 | 4     |
| 4     | 80 a 84 | 0     |
| 0     | 75 a 79 | 12    |
| 4     | 70 a 74 | 4     |
| 8     | 65 a 69 | 0     |
| 0     | 60 a 64 | 8     |
| 0     | 55 a 59 | 0     |
| 12    | 50 a 54 | 4     |
| 12    | 45 a 49 | 20    |
| 8     | 40 a 44 | 8     |
| 0     | 35 a 39 | 0     |
| 16    | 30 a 34 | 12    |
| 4     | 25 a 29 | 12    |
| 8     | 20 a 24 | 8     |
| 12    | 15 a 19 | 4     |
| 4     | 10 a 14 | 16    |
| 12    | 5 a 9   | 8     |
| 12    | 0 a 4   | 12    |

## Economia
El 2007 la població en edat de treballar era de 160 persones, 119 eren actives i 41 eren inactives. De les 119 persones actives 112 estaven ocupades (61 homes i 51 dones) i 7 estaven aturades (4 homes i 3 dones). De les 41 persones inactives 15 estaven jubilades, 13 estaven estudiant i 13 estaven classificades com a «altres inactius».

### Ingressos
El 2009 a Espins hi havia 88 unitats fiscals que integraven 239 persones, la mediana anual d'ingressos fiscals per persona era de 19.541 €.

### Activitats econòmiques
Dels 5 establiments que hi havia el 2007, 3 eren d'empreses de construcció, 1 d'una empresa d'hostatgeria i restauració i 1 d'una entitat de l'administració pública.
Els 3 serveis als particulars que hi havia el 2009 eren fusteries.
L'any 2000 a Espins hi havia 8 explotacions agrícoles.

## Poblacions més properes
El següent diagrama mostra les poblacions més properes.